# Maurice Berger (homme politique)
Pour les articles homonymes, voir Maurice Berger et Berger (homonymie).
Maurice Berger, né le 7 juin 1885 à Aire-sur-la-Lys dans le département du Pas-de-Calais et mort le 28 juillet 1939 à Orléans dans le département du Loiret, est un homme politique français de la Troisième République.

## Biographie
Ancien combattant de la Première Guerre mondiale, père de famille nombreuse, Maurice Berger s'établit comme pharmacien à Orléans et y milite dans les rangs du Parti démocrate populaire.
Il est élu conseiller municipal, puis député lors des élections législatives de 1928 dans la première circonscription d'Orléans.
Parlementaire actif, il ne retrouve pas son mandat lors du renouvellement de 1932, battu par le jeune Jean Zay alors candidat du Parti radical-socialiste.
Il se retire alors de la vie politique, se consacrant exclusivement à sa pharmacie, qu'il cède à son fils peu de temps avant son décès qui survient en 1939.

## Sources
- « Maurice Berger (homme politique) », dans le Dictionnaire des parlementaires français (1889-1940), sous la direction de Jean Jolly, PUF, 1960 [détail de l’édition]